# Patrol wojskowy na zimowych światowych wojskowych igrzyskach sportowych

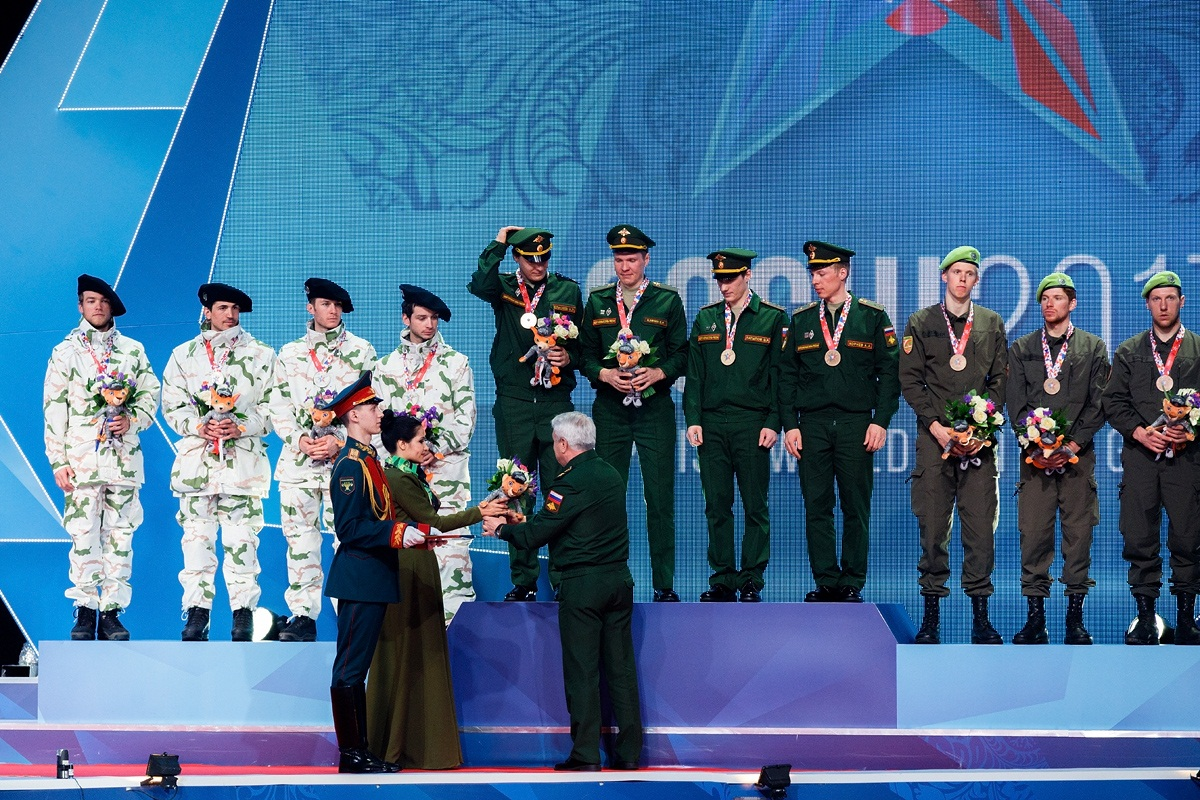
Soczi 2017 Podium patrolu mężczyzn od lewej: Francja (2 m.), Rosja (1 m.) i Austria (3 m.).

Patrol wojskowy na zimowych światowych wojskowych igrzyskach sportowych – jako  jedna z zimowych dyscyplin sportowych zadebiutowała w dniu 25 marca 2010 na zimowych igrzyskach wojskowych w miejscowości Brusson położonej w regionie Dolinie Aosty we Włoszech jako patrol drużynowy na 15 km kobiet, a mężczyzn na 25 km. Debiutujące w tych zawodach reprezentantki Polski zdobyły brązowy medal. Polki biegły w składzie: Krystyna Pałka, Magdalena Gwizdoń, Paulina Bobak oraz jako lider drużyny Karolina Pitoń.
Siedem lat później na zimowych igrzyskach wojskowych w Soczi,  zlikwidowano dotychczasową dyscyplinę patrol wojskowy i włączono ją do dyscypliny biathlonu tworząc dwie nowe konkurencje; wyścig patrolowy kobiet rozgrywany na dystansie 15 km oraz mężczyzn na dystansie 20 km.

## Edycje
| Edycja | Data                   | Miejscowość            | Kraj    | Liczba konkurencji |
| ------ | ---------------------- | ---------------------- | ------- | ------------------ |
| 1.     | 25.03.2010 (szczegóły) | Dolina Aosty (Brusson) | Włochy  | 2                  |
| 2.     | 29.03.2013 (szczegóły) | Annecy i Chamonix      | Francja | 2                  |

## Tabela medalowa wszech czasów
| Lp.               | Reprezentacja     | Złoto | Srebro | Brąz | Razem |
| ----------------- | ----------------- | ----- | ------ | ---- | ----- |
| 1                 | Francja           | 1     | 0      | 0    | 1     |
| 1                 | Norwegia          | 1     | 0      | 0    | 1     |
| 3                 | Chiny             | 0     | 1      | 0    | 1     |
| 3                 | Włochy            | 0     | 1      | 0    | 1     |
| 5                 | Polska            | 0     | 0      | 1    | 1     |
| 5                 | Szwecja           | 0     | 0      | 1    | 1     |
| Ogółem (6 państw) | Ogółem (6 państw) | 2     | 2      | 2    | 6     |

| Lp.               | Reprezentacja     | Złoto | Srebro | Brąz | Razem |
| ----------------- | ----------------- | ----- | ------ | ---- | ----- |
| 1                 | Szwajcaria        | 1     | 1      | 0    | 2     |
| 2                 | Estonia           | 1     | 0      | 0    | 1     |
| 3                 | Austria           | 0     | 1      | 0    | 1     |
| 4                 | Francja           | 0     | 0      | 1    | 1     |
| 4                 | Włochy            | 0     | 0      | 1    | 1     |
| Ogółem (5 państw) | Ogółem (5 państw) | 2     | 2      | 2    | 6     |

### Klasyfikacja medalowa lata 2010-2013
| Miejsce           | Reprezentacja     | Złoto | Srebro | Brąz | Razem |
| ----------------- | ----------------- | ----- | ------ | ---- | ----- |
| 1                 | Szwajcaria        | 1     | 1      | 0    | 2     |
| 2                 | Francja           | 1     | 0      | 1    | 2     |
| 3                 | Norwegia          | 1     | 0      | 0    | 1     |
| 4                 | Estonia           | 1     | 0      | 0    | 1     |
| 5                 | Włochy            | 0     | 1      | 1    | 2     |
| 6                 | Austria           | 0     | 1      | 0    | 1     |
| 6                 | Chiny             | 0     | 1      | 0    | 1     |
| 8                 | Polska            | 0     | 0      | 1    | 1     |
| 8                 | Szwecja           | 0     | 0      | 1    | 1     |
| Ogółem (9 państw) | Ogółem (9 państw) | 4     | 4      | 4    | 12    |